# Pleurocalyptus
Pleurocalyptus es un género con tres especies  de plantas perteneciente a la familia Myrtaceae. Es originario de  Nueva Caledonia.

## Especies
- Pleurocalyptus austrocaledonicus (Guillaumin) J.W.Dawson, in Fl. Nouv.-Caléd. 118: 155 (1992).
- Pleurocalyptus deplanchei Brongn. & Gris, Bull. Soc. Bot. France 14: 264 (1867).
- Pleurocalyptus pancheri (Brongn. & Gris) J.W.Dawson, in Fl. Nouv.-Caléd. 18: 152 (1992).